# 111重型坦克
111重型坦克是中华人民共和国于1960年代初计划替代苏制IS-2重型坦克的一款重型坦克研制计划。最终因为诸多技术上的原因，加之当时主战坦克将取代中型坦克和重型坦克的发展趋势，在1966年被终止，成为中国对重型坦克昙花一现的尝试。

## 概貌
1950年代末军方提出“应配备一定数量的重型坦克，用以对付敌坦克兵团或执行其他突击任务”。1960年10月国防科工委下达了重型坦克设计任务书，代号为“111”。1963年5月国防科工委颁发了111重型坦克设计技术任务书。1963年10月开始正式启动研制。
该种坦克在研制时借鉴和利用苏联坦克技术和组件。111重型坦克是中国将从特殊渠道得来的部分T-10M坦克的数据结合已有的IS-2坦克的技术进行研发的。动力系统计划研制潍柴 551千瓦机械增压柴油发动机，发动机纵置。行走部分由7对550mm小直径负重轮、4个托带轮组成，诱导轮在前，主动轮在后。悬挂装置为独立扭杆弹簧悬挂系统。采用液压操纵装置，以减轻驾驶劳动强度。车体采用铸造装甲与装甲板焊接相结合的结构，带有大倾角。 计划安装由60式加农炮改装的122mm线膛坦克炮。
1965年制造了首辆111重型坦克试验样车，只有装配样车车体用于测试结构和性能，但没有安装炮塔。到1966年，因军方对坦克发展规划进行调整的原因，决定停止研制重型坦克，项目被撤销。

## 保存
唯一一辆安装了钢板焊接的金字塔状舱室配重的111重型坦克底盘在中国坦克博物馆中展出。